# Discografia dei Guess Who
Discografia del gruppo hard rock, proto metal e heavy metal canadese The Guess Who.
Il catalogo dei Guess Who della RCA ha subito due rimasterizzazioni e ripubblicazioni su CD. Le prime pubblicazioni su CD apparvero alla fine degli anni ottanta, e le prime rimasterizzazioni alla metà degli anni novanta, con un suono decisamente migliorato e molta della grafica originale ripristinata. Nel 2009 un'ulteriore rimasterizzazione è stata iniziata dalla Sundazed Records, con un lavoro ancora più accurato, con ampi libretti e numerose tracce extra.

## Album in studio
- 1969 - Canned Wheat
- 1970 - American Woman
- 1970 - Share the Land
- 1971 - So Long, Bannatyne
- 1972 - Rockin'
- 1973 - Artificial Paradise
- 1973 - #10
- 1974 - Road Food
- 1974 - Flavours
- 1975 - Power in the Music
- 1994 - Reunion
- 2007 - Shakin' in Las Vegas
- 2018 - The Future is What is Used To Be
- 2023 - Plein D'Amour

### Album di cover
- 1971 - Shakin' All Over

## Live
- 1972 - Live at the Paramount
- 1986 - The Best of the Guess Who Live
- 1998 - The Spirit Lives On
- 1999 - Down the Road
- 2000 - Running Back thru Canada
- 2004 - The Best of Running Back thru Canada
- 2006 - Extended Versions: The Encore Collection
- 2009 - In Concert

## Raccolte
- 1971 - Guess Who Play the Guess Who
- 1972 - The History of the Guess Who
- 1977 - The Greatest Hits of the Guess Who
- 1988 - Track Record: The Guess Who Collection
- 1992 - These Eyes
- 1997 - The Guess Who: The Ultimate Collection
- 1998 - Razor's Edge
- 1999 - The Guess Who: Greatest Hits
- 2001 - This Time Long Ago
- 2003 - Platinum & Gold Collection: The Guess Who
- 2005 - The Guess Who: Anthology

### Singoli
- 1969 - This Eyes
- 1969 - Laughing'
- 1969 - No Time
- 1970 - American Woman
- 1970 - No Sugar Tonight
- 1970 - Hand Me Down World
- 1971 - Share the Land
- 1971 - Bus Rider
- 1971 - Hang On to Your Life
- 1971 - Albert Flasher
- 1971 - Rain Dance
- 1971 - Sour Suite
- 1972 - Heartbroken Popper
- 1972 - Guns, Guns, Guns
- 1972 - Runnin' Back to Saskaton
- 1973 - Follow Your Daughter Home
- 1973 - Orly
- 1973 - Glamour Boy
- 1974 - Star Baby
- 1974 - Clap for the Wolfman
- 1975 - Dancing Fool
- 1975 - Loves Me Like a Brother
- 1976 - Silver Bird

## Videografia
- 1983 Together Again